# Actinostola

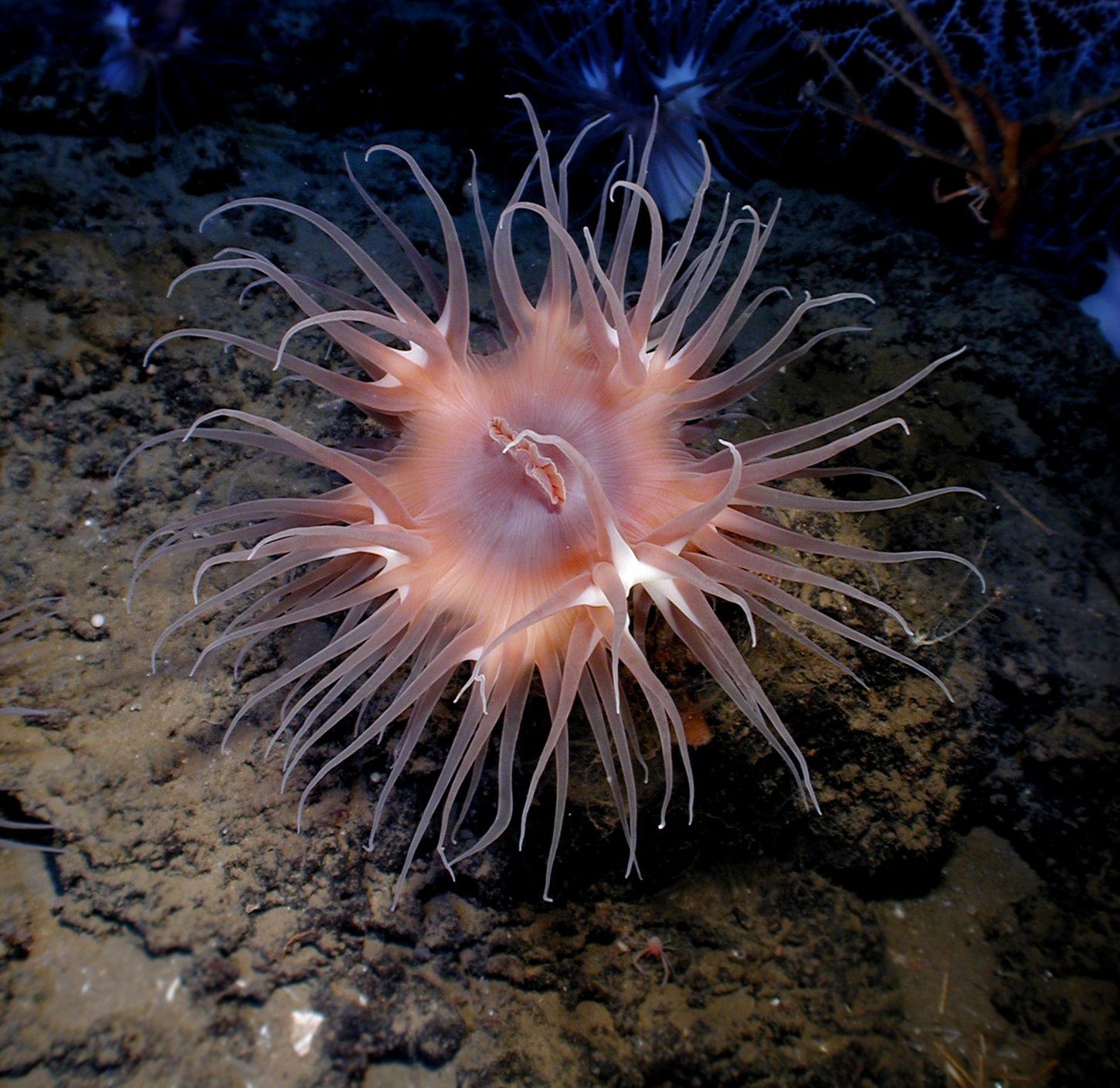
Actinostola sp. en el Golfo de México

Actinostola es un género de anémonas de mar, de la familia Actinostolidae. Son de las denominadas anémonas de aguas profundas, y la mayoría de sus especies se localizan en zonas polares y subpolares.

## Morfología
Su cuerpo es cilíndrico, más o menos largo según la especie. Su extremo basal es un disco plano que funciona como pie, el disco pedal, y su extremo apical es el disco oral, el cual tiene la boca en el centro, y alrededor tentáculos compuestos de cnidocitos, células urticantes provistas de neurotoxinas paralizantes en respuesta al contacto. La anémona utiliza este mecanismo para evadir enemigos o permitirle ingerir presas más fácilmente hacia la cavidad gastrovascular. 
La columna es usualmente ancha, firme, suavemente rugosa o con tubérculos aplanados. El esfínter es comparativamente endeble, y la columna no termina de cubrir completamente los tentáculos. Estos son cortos, siendo los interiores, o próximos a la boca, más largos que los exteriores, y nunca más numerosos que los mesenterios de la base, que están dispuestos hexameralmente en 4 o 5 ciclos. Los músculos retractores de los mesenterios son difusos, siendo fuertes los músculos basilares y parietobasilares. Los mesenterios de los dos primeros ciclos son estériles. Tienen dos sifonoglifos bien desarrollados. Sus cnidocitos son: espirocistos,  basitrichos y mastigóforos microbásicos "p" y "b".
Diámetro del disco pedal: 90 mm; boca: 70 mm; altura de columna: 60 mm; tamaño de los tentáculos contraídos: 11 mm.

## Hábitat y distribución
Habitan entre 1,5 y 2.915 m de profundidad, y en un rango de temperaturas entre -1.22 y 18.88 °C. Se distribuyen en aguas polares y templadas de todos los océanos.

## Alimentación
Estas anémonas son micrófagos suspensívoros, que se alimentan de las presas de zooplancton, o macrófagos depredadores, que capturan pequeños peces o crustáceos con sus tentáculos.

## Reproducción
Las anémonas se reproducen tanto asexualmente, por división, en la que el animal se divide por la mitad de su boca formando dos clones; o utilizando glándulas sexuales, encontrando un ejemplar del sexo opuesto. En este caso, se genera una larva plánula ciliada que caerá al fondo marino y desarrollará un disco pedal para convertirse en una nueva anémona.

## Especies
El Registro Mundial de Especies Marinas acepta las siguientes especies:
- Actinostola abyssorum (Danielssen, 1890)
- Actinostola bulbosa (Carlgren, 1928)
- Actinostola callosa (Verrill, 1882)
- Actinostola capensis (Carlgren, 1928)
- Actinostola carlgreni Wassilieff, 1908
- Actinostola chilensis McMurrich, 1904
- Actinostola crassicornis (Hertwig, 1882)
- Actinostola georgiana Carlgren, 1927
- Actinostola groenlandica Carlgren, 1899
- Actinostola kerguelensis Carlgren, 1928
- Actinostola walteri Kwietniewski, 1898